# Brunnsteinhütte
Die Brunnsteinhütte ist eine Alpenvereinshütte der Sektion Mittenwald des Deutschen Alpenvereins.

## Lage
Die Schutzhütte liegt in einer Höhe von 1523 m ü. NHN nordwestlich der Brunnensteinspitze hoch über dem Tal der Isar unweit von Scharnitz. Sie befindet sich im westlichsten Teil des Karwendels im oberbayerischen Landkreis Garmisch-Partenkirchen nahe der Grenze zu Tirol. Es existieren mehrere Übergänge, am bekanntesten dürfte der Mittenwalder Höhenweg sein, welcher über eine Reihe von Felsgipfeln der Nördlichen Karwendelkette führt. Im Winter ist die Hütte geschlossen, es gibt keinen Winterraum. Die Umgebung bietet kein geeignetes Terrain für Skitouren.

## Geschichte
1965 wurde die Hütte von der Alpenvereinssektion Mittenwald erworben und zur allgemein zugänglichen Schutzhütte ausgebaut. 1975/76 wurde zur Erleichterung der Bewirtschaftung eine Materialseilbahn errichtet, 1981 erfolgte eine Generalsanierung in Verbindung mit verschiedenen Umbauten. 1985 erhielt die Brunnsteinhütte ihr erstes Solarmodul zur umweltverträglichen Stromversorgung, in den nächsten Jahren folgten mehrere Pilotprojekte zur umweltschonenden Bewirtschaftung, so wird zum Beispiel die Materialseilbahn mit Rapsöl betrieben und 95 % des Energiebedarfs der Hütte mithilfe von Solarstrom gedeckt.  Im Zuge dieser und weiterer Maßnahmen erhielt die Hütte 2001 das Umweltgütesiegel des Alpenvereins für einen vorbildlichen, umweltverträglichen Hüttenbetrieb. Seit 2014 wird durch die Erschließung einer Quelle in der Sulzeklamm und Bau einer Wasserleitung von der Klamm zur Hütte die Trinkwassersituation verbessert. Der Höhenunterschied von der Quelle zur Hütte von 120 Metern und die Durchflussmenge von 1 l/s  wird mittels einer Turbine zur Gewinnung von elektrischer Energie genutzt. Somit wird der elektrische Energiebedarf der Hütte zu 100 % regenerativ erzeugt. Seit 1982 ist Hans-Peter Gallenberger nun schon Pächter der Brunnsteinhütte.

## Zugänge
- Von Mittenwald Süd über den Hüttenweg, leicht, Gehzeit: 1,5 Stunden
- Von der Talstation der Karwendelbahn über den Leitersteig und seit Juni 2010 über die neue, 50 m lange Hängebrücke über die Sulzleklamm, leicht, Gehzeit: 2 Stunden
- Von Scharnitz über den Hüttenweg, leicht, Gehzeit: 2 Stunden

## Übergänge
- Mittenwalder Hütte über den Leitersteig, leicht, Gehzeit: 2 Stunden
- Dammkarhütte (1667 m ü. NHN) über Heinrich-Noe-Steig und Karwendelgrube, schwierig, Gehzeit: 4,5 Stunden
- Hochlandhütte über Karwendelgrube, Dammkar und Predigtstuhl (1975 m ü. NHN), schwierig, Gehzeit: 6 Stunden

## Gipfelbesteigungen
- Brunnensteinspitze über Tiroler Hütte (2153 m ü. A.), mittel, Gehzeit: 2 Stunden
- Westliche Karwendelspitze über Heinrich-Noe-Steig, schwierig, Gehzeit: 3 Stunden
- Gipfel am Mittenwalder Höhenweg: Kirchlspitze (2301 m ü. A.), Sulzleklammspitze (2321 m ü. A.), Nördliche Linderspitze